# Frédéric Reiset
Pour les articles homonymes, voir Reiset.
Pour les autres membres de la famille, voir Famille de Reiset.
Marie Frédéric Eugène de Reiset dit Frédéric Reiset, né à Oissel le 12 juin 1815 et mort à Paris le 27 février 1891, est un collectionneur, historien de l'art, conservateur rattaché au musée du Louvre sous le Second Empire et directeur des Musées nationaux sous la Troisième République.

## Biographie
Fils de Jacques Louis Étienne de Reiset (1771-1835) receveur général des Finances de la Seine-Maritime et régent de la Banque de France, Frédéric Reiset est le frère aîné de Jules Reiset, député, et de Gustave de Reiset. Il est aussi le neveu du général Marie Antoine de Reiset. À la mort de son père en février 1835, il hérite d'une partie de sa fortune. 

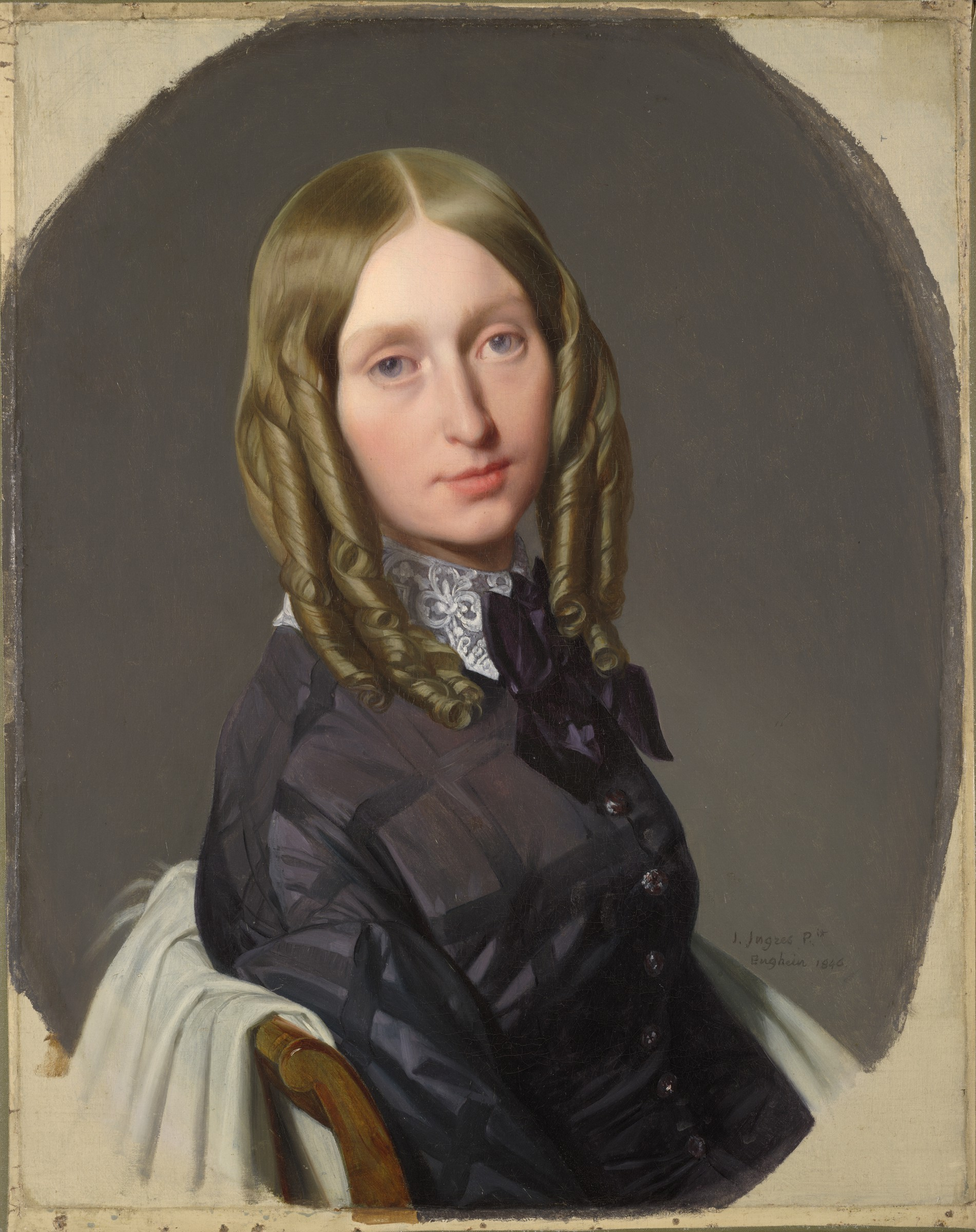
Augustine de Reiset, par Ingres.

Le 4 novembre 1835, il épouse sa cousine, Augustine Modeste Hortense de Reiset, avec qui il a une fille (qui se mariera au comte Edgar de Ségur-Lamoignon) ; la famille s'installe dans l'hôtel particulier des Reiset, au 21 rue de la Chaussée-d'Antin. 
Il effectue son voyage de noces en Italie en 1836 où il visite tous les grands centres artistiques ; rencontrant Ingres à Rome au moment où celui-ci dirige la villa Médicis, Frédéric se lie d'amitié avec le peintre. Ce voyage le confirme dans sa passion pour l'art, en particulier pour Raphaël et l'école ombrienne. Il commence une collection.
Il n'a pas rédigé d'ouvrages généraux sur l'histoire de l'art. Sa vie durant, il rédige des notices sur les œuvres qu'il possède ou dont il a la charge comme conservateur. En quête d'un poste, en 1849, il définit dans Courtes réflexions sur une décision de l’Assemblée nationale concernant les dessins du Louvre sa position : «...les ouvrages des maîtres ont été, sont et seront, toute ma vie, l'objet de mon étude obstinée et de chaque jour».
Il est nommé conservateur du cabinet des dessins et de la chalcographie du musée du Louvre en janvier 1850 au moment où une nouvelle direction de l'établissement se met en place avec à sa tête, Émilien de Nieuwerkerke.
En 1861, Reiset vend son importante collection de 381 dessins anciens à Henri d'Orléans, duc d'Aumale pour 140 000 francs ; il rédige le catalogue de ses dessins la même année, avec une dédicace à son ami le collectionneur Horace His de La Salle (1795-1878). Cette publication lui permet d'exprimer sa position de collectionneur et de connaisseur se consacrant à l'étude des maîtres anciens : «Celui qu'on appellera un connaisseur aura été obligé, après bien des essais et des tâtonnements, de se forger lui-même, et pièce à pièce, toute son armure scientifique».
Nommé conservateur du Cabinet des dessins, il en connaît la situation délicate pour l'avoir visité en 1846 avec His de La Salle et la décrit ainsi : «Tous les portefeuilles que nous avions visité avaient un classement aussi monstrueux». Pendant les dix ans qui suivent, il reprend le classement de cette collection, les attributions et établit l'inventaire général manuscrit en 15 volumes rassemblant 35 544 dessins. Il précise qu'il faut «donner à chaque maître tout ce qui lui revient légitimement, ne lui donner que ce qui lui appartient, tel est le problème à résoudre... Il faut cependant à tout prix marcher avant, en laissant derrière soi bien des doutes, bien des appréciations que l'on sait fausses, sans pouvoir s'arrêter pour les redresser, sous peine de tout perdre et de n'arriver jamais». 
À ce travail de classement et d'attribution, il faut ajouter aussi une politique d'acquisition de dessins pour le musée ; ainsi à la vente de collection du roi Guillaume II des Pays-Bas, le 12 août 1850, il fait acheter 23 dessins de maîtres de la Renaissance italienne et en 1856, il négocie l'achat du Codex Vallardi dont on croyait les dessins de la main de Léonard de Vinci, qu'il réattribue à Pisanello.
À la suite d'une polémique sur la restauration de certains tableaux, il est nommé conservateur des peintures, des dessins et de la chalcographie du Louvre à la place de Frédéric Villot en 1861, nommé secrétaire général des Musées impériaux.
Membre en 1862 de la commission qui doit choisir dans une partie de l'énorme collection Campana les œuvres qui doivent être attribuées au Louvre, il ne prend que 97 tableaux sur les 646 proposés ; des artistes comme Eugène Delacroix et Ingres protestent alors contre ce choix limité. Finalement, l'Académie des beaux-arts décide d'ajouter 206 tableaux, pour arriver à un total de 313 peintures qui sont ensuite exposées dans les salles de l'aile de la Colonnade. Reiset semble ne pas avoir apprécié les primitifs italiens de la collection Campana, car il fait transférer en 1872 vers les musées de province 141 tableaux pris parmi ceux qui avaient été ajoutés, puis recommence une série de transferts en 1876 avec 38 autres peintures ; certains attribuent ces mouvements à une vengeance personnelle.

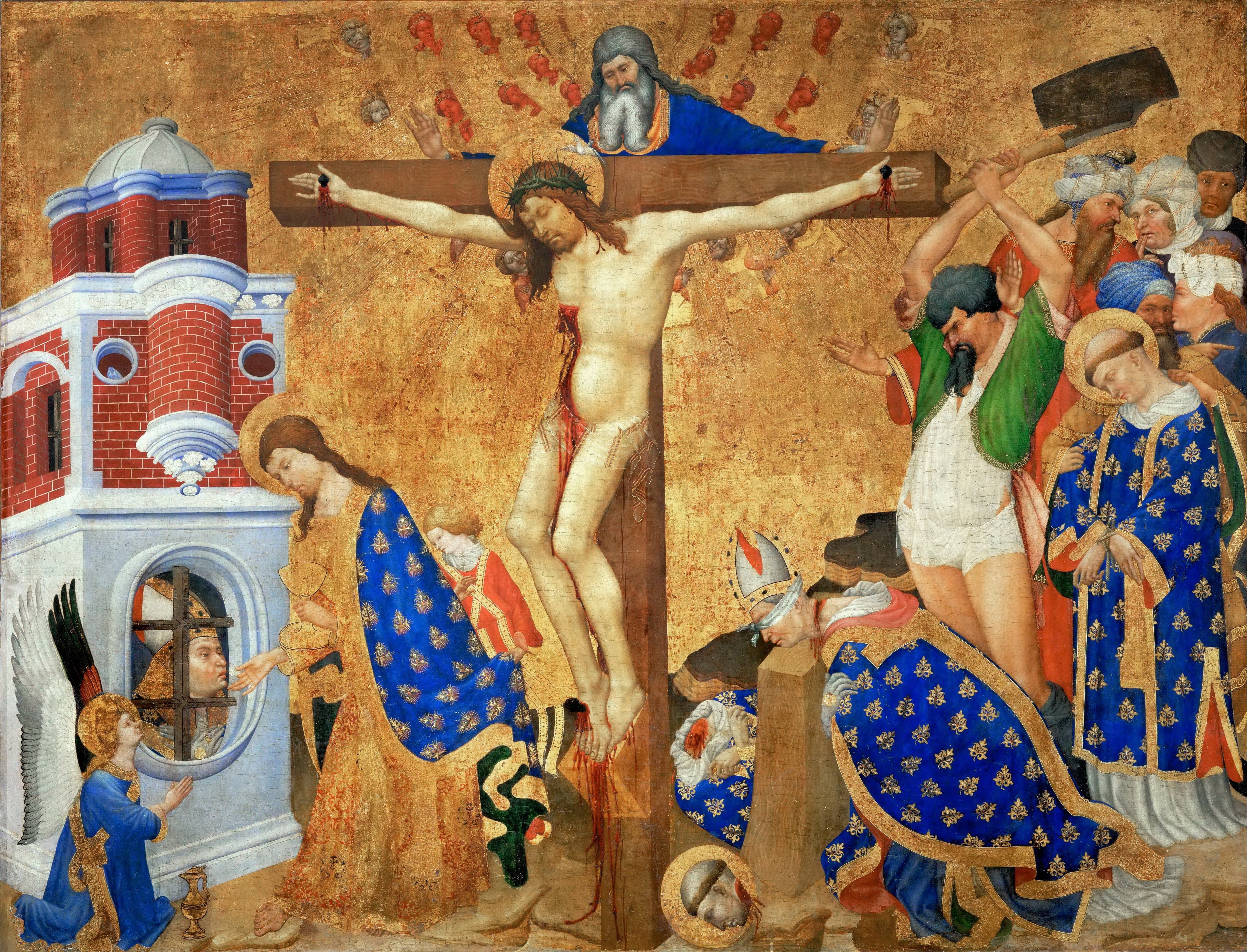
Henri Bellechose
Retable de saint Denis.

Mais ce peu d'intérêt pour les primitifs italiens est contradictoire avec le don qu'il a fait aux collections nationales en 1863 du Retable de saint Denis (1416) de Henri Bellechose et déposé à la chartreuse de Champmol.
En 1869, son ami Louis La Caze fait don au Louvre de son importante collection de 583 peintures, parmi lesquelles il en choisi 272 pour le musée, les autres étant déposées dans les musées de province ; il en publie le catalogue en 1870.

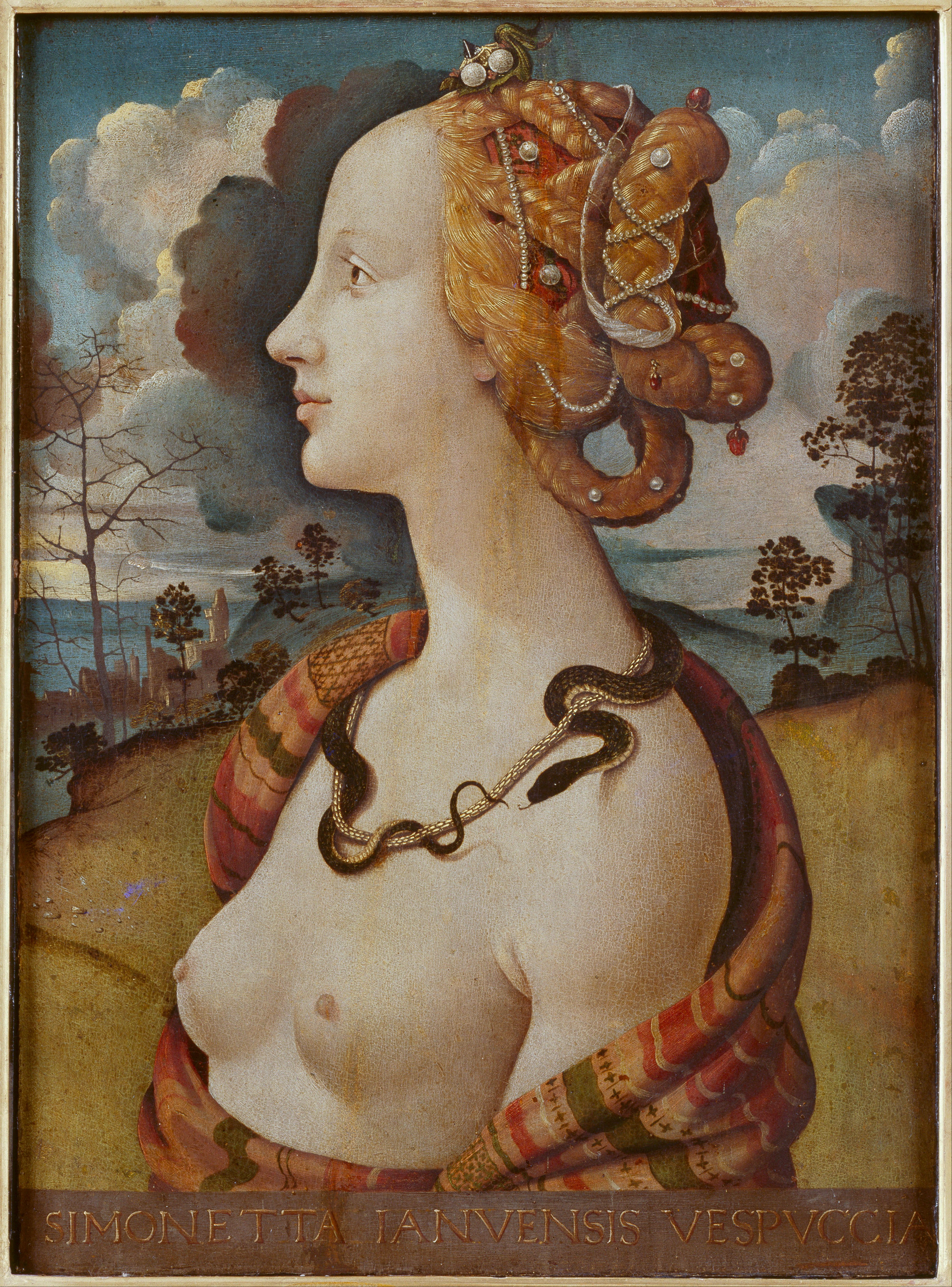
Piero di Cosimo
Portrait de Simonetta Vespucci.

En 1874, il remplace Frédéric Villot comme secrétaire général des Musées nationaux. En 1875, il intervient dans le débat sur les moyens dont disposent les Musées nationaux pour des acquisitions d'œuvres d'art. Il constate qu'ils sont nettement inférieurs à ceux des musées britanniques et déplorent que ces moyens fassent partir des tableaux vers l'étranger. Il propose qu'un fonds annuel de 250 000 francs soit attribué chaque année aux musées nationaux et déposé à la Caisse des dépôts et consignations pour leur permettre d'acheter sur le marché des œuvres importantes quand elles se présenteront.
Un grand collectionneur
En avril 1879, il vend pour la somme de 600 000 francs au duc d'Aumale, qui dix-huit ans auparavant avait acquis sa collection de dessins, 40 tableaux de maîtres anciens dont 24 italiens, « acquisition qui enrichit considérablement les galeries de Chantilly ». On peut citer parmi ces tableaux :
- le Portrait dit de Simonetta Vespucci de Piero di Cosimo (ci-contre) ;
- la Vierge de Miséricorde avignonnaise ;
- Esther et Assuérus de Filippino Lippi ;
- le  portrait de Bonaparte de François Gérard ;
- L'Autoportrait et Madame Devaucay d'Ingres ;

tous depuis conservés au musée Condé de Chantilly. La même année il fait valoir ses droits à la retraite.
Il meurt le 27 février 1891 à Paris.

## Décoration
- Chevalier de la Légion d'honneur le 21 janvier 1853
- Officier de la Légion d'honneur le 12 août 1864

## Publications
- Frédéric Reiset, Description abrégée des dessins de diverses écoles appartenant à M. Frédéric Reiset, imprimerie de A. Guyot et Scribe, Paris, 1850 ; p. 120 Gallica
- Frédéric Reiset, Notice des tableaux légués au Musée Impérial du Louvre par M. Louis La Caze, imprimeur Charles de Mourgues Frères, Paris, 1870 INHA
- Frédéric Reiset, Notices des tableaux du Musée Napoléon III exposés dans les salles de la colonnade au Louvre, imprimerie Charles de Mourgues Frères, Paris, 1868 INHA
- Frédéric Reiset, Notice des dessins, cartons, pastels, miniatures et émaux exposés dans les salles du 1er et du 2e étage au Musée impérial du Louvre. Deuxième partie : école française, dessins indiens, émaux, imprimerie Charles de Mourgues frères, Paris, 1869 Texte
- Frédéric Reiset, Notice des dessins, cartons, pastels, miniatures et émaux. Première partie, Écoles d'Italie, écoles allemande, flamande et hollandaise, précédée d'une introduction historique et du résumé de l'inventaire général des dessins : exposés dans les salles du 1er et du 2e étage au Musée national du Louvre, imprimerie Charles de Mourgues frères, Paris, 1878 Gallica
- Frédéric Reiset, Niccolo Dell'Abbate. Étude, Imprimerie de J. Claye, Paris, 1859 Texte